# Gawra pod Granią

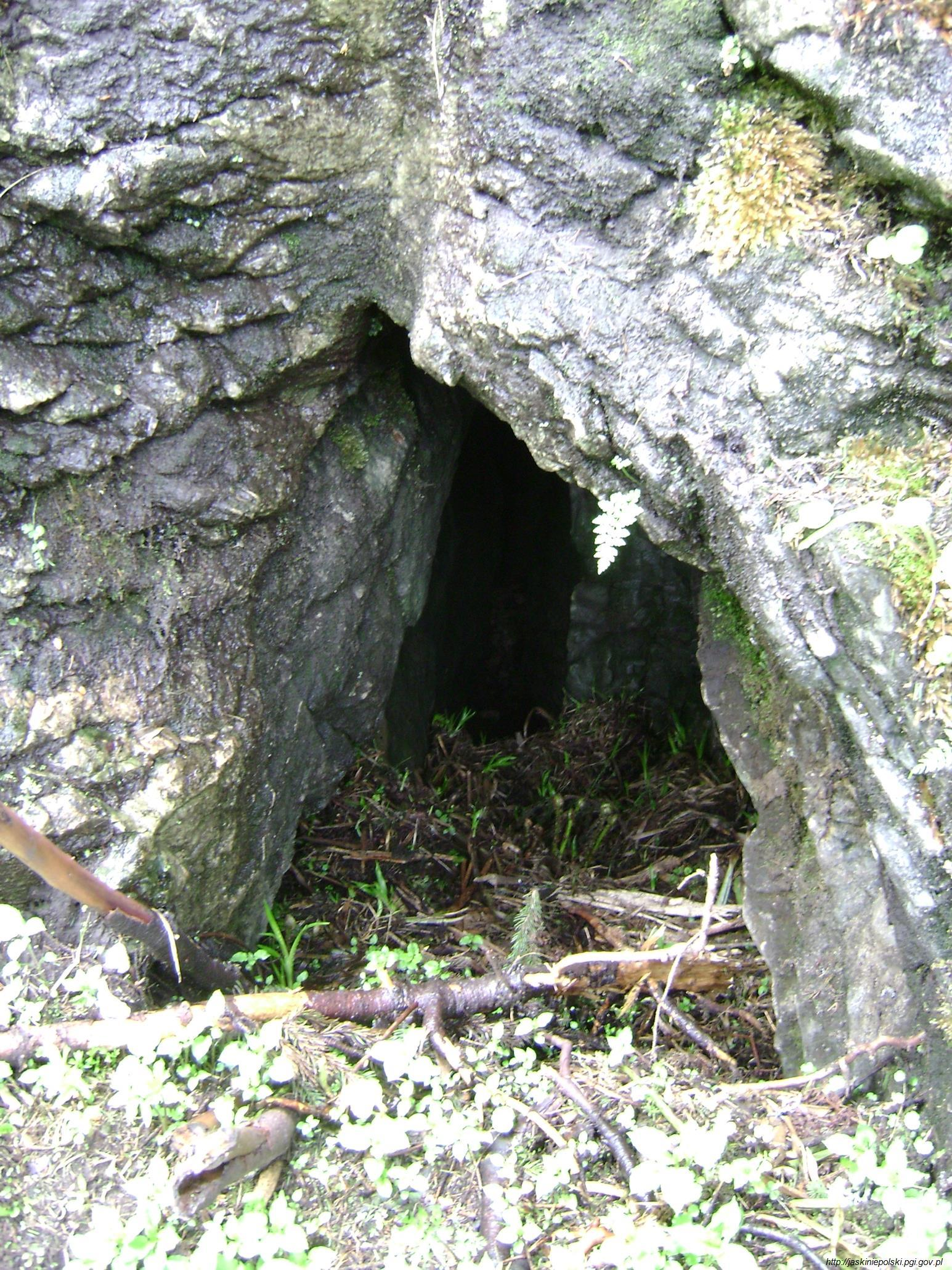
Otwór jaskini

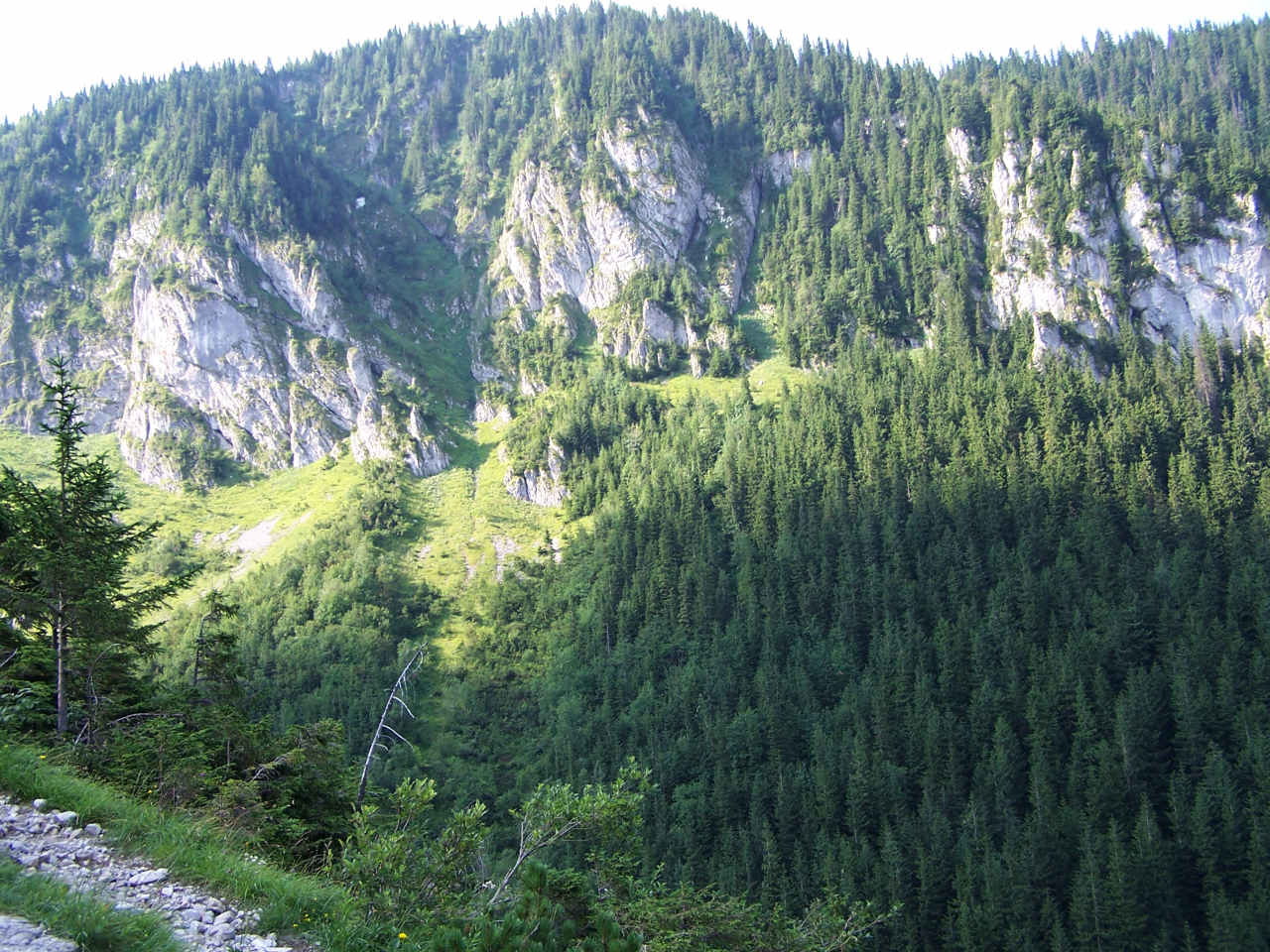
Jaworzyńskie Turnie

Gawra pod Granią – jaskinia, a właściwie schronisko, w Dolinie Jaworzynka w Tatrach Zachodnich. Wejście do niej znajduje się w Jaworzyńskich Turniach, w pobliżu Dziury z Gawrą, na wysokości 1570 metrów n.p.m. Jaskinia jest pozioma, a jej długość wynosi 6,5 metrów.

## Opis jaskini
Jaskinię stanowi poziomy korytarz zaczynający się w niewielkim otworze wejściowym, który po około 2 metrach zwęża się i kończy ślepo.

## Przyroda
W jaskini brak jest nacieków. Szerszą część korytarza zajmuje legowisko niedźwiedzia. Tak jak kilka innych, położonych w pobliżu, niewielkich jaskiń (Dziura z Gawrą, Siwa Nyża, Gawra nad Jaworzynką) stanowi od wielu lat gawrę niedźwiedzi brunatnych. Dlatego też Tatrzański Park Narodowy nie podaje do publicznej wiadomości dokładnego położenia jaskini.

## Historia odkryć
Jaskinia została odkryta w 2011 roku podczas poszukiwania przez pracowników Tatrzańskiego Parku Narodowego miejsc zimowania niedźwiedzi. Jej plan i opis sporządził Tomasz Zwijacz-Kozica przy pomocy Jana Polaka w maju 2011 roku.